# ژانگ گوانگجون
ژانگ گوانگجون (انگلیسی: Zhang Guangjun؛ زادهٔ ۲ آوریل ۱۹۷۵) جودوکار اهل چین بود.
وی در مسابقات کشوری و بین‌المللی در مجموع برندهٔ ۱ مدال برنز شده‌است.